# Opera Nazionale Dopolavoro
A Opera Nazionale Dopolavoro (OND) (literalmente, "Obra Nacional depois do Trabalho") foi uma organização recreativa fascista da Itália, criada em 1 de maio de 1925 para supostamente promover o desenvolvimento físico, intelectual e moral da população, em horários livres de trabalho. 
Constituía-se de uma rede de instalações esportivas, clubes, bibliotecas, colônias de férias e bares.